# Exacum wightianum
Exacum wightianum är en gentianaväxtart som beskrevs av George Arnott Walker Arnott. Exacum wightianum ingår i släktet Exacum och familjen gentianaväxter. Inga underarter finns listade i Catalogue of Life.